# Patrizia Mottola
Patrizia Mottola (Torino, 3 dicembre 1970) è una doppiatrice italiana.

## Biografia
Attiva soprattutto negli studi di Milano e Torino, si dedica principalmente a serie animate e telefilm. Ha doppiato Franklin nell'omonima serie, Madison in Littlest Pet Shop, Nathan Adams in Yo-kai Watch e tanti altri personaggi.
Verso la fine dell'episodio 45 di Dragon Ball Super, sostituisce Monica Bonetto (morta a causa di un tumore cerebrale) nel doppiaggio di Trunks da bambino.
Svolge anche il ruolo di insegnante in un corso di dizione e recitazione.

## Doppiaggio

### Film
- Mena Suvari in Spun, Stuck
- Michelle Williams in Senza apparente motivo
- Lindsay Lohan in Il nome del mio assassino
- Demi Moore in Il fuoco della giustizia
- Caroline Dhavernas in Tutte per uno
- Monet Mazur in The Last International Playboy
- Lisa Wihoit in Swarm - Minaccia dalla giungla
- Kodi Smit-McPhee in Meno male che c'è papà - My Father
- Mae Whitman in A Natale tutto è possibile
- Max Charles in Polo Nord - La magica città del Natale
- Gloria Estefan in La musica del cuore
- Denise Richards in Malinteso d'amore
- Jennifer Clement in Un regalo speciale
- Albert Gonzalez Monteagudoin in Vado a scuola: il grande giorno
- Avril Lavigne in Vado, vedo... vengo! - Un viaggio tutto curve
- Jennifer Finnigan in Amore in appello
- Nicole Cavazos in Il potere del male
- April Wade in Day of the Dead 2: Contagium
- Gavin Fink in Prancer - Una renna per amico
- Blake Foster in Turbo Power Rangers - Il film
- Virginie Ledoyen in Solo un bacio per favore
- Aïssa Maïga in Diamond 13
- Golshifteh Farahani in Pollo alle prugne
- Małgorzata Foremniak in Avalon
- Kyōko Fukada in Kamikaze Girls
- Eriko Hatsune in Uzumaki
- Haley Bennett in Swallow
- Daniele Gaither in I Thunderman - Il ritorno

### Film d'animazione
- Foxy in Vuk - Il cucciolo di volpe
- Makoto Konno in La ragazza che saltava nel tempo
- Kai in Piano Forest - Il piano nella foresta
- DJ Kappa in One Piece - L'isola segreta del barone Omatsuri
- Natsumi Kosaka in Detective Conan - L'ultimo mago del secolo
- Hiroki Sawada/Arca di Noè in Detective Conan - Il fantasma di Baker Street
- Pup in Seafood - Un pesce fuor d'acqua
- Aleu in Balto - Il mistero del lupo
- Piedino in Alla ricerca della Valle Incantata 13 - In viaggio con le pance gialle
- Trunks in Dragon Ball Super: Broly
- Tre Saggi in Doraemon - Il film: Nobita e l'Utopia celeste

### Serie animate
- Sonic (da bambino) in Sonic
- Yuri Briar (da bambino) in Spy × Family
- Junior Healy in Junior combinaguai
- Martin "Marty" Sherman in The Critic
- Scoiattolino in Evviva Zorro
- Giulia in Un'avventura fantastica
- Fragolina in Il piccolo regno di Ben e Holly
- Maurice in Tex Avery Show
- Tomoyo Daidouji in Card Captor Sakura
- Richie in Pokémon - Oltre i cieli dell'avventura, Pokémon: Master Quest
- Franklin in Franklin e Franklin and Friends
- Ub bambino e Gregory in Dragon Ball Z
- Kelly in Temi d'amore fra i banchi di scuola
- Potamos (Jenny) in Wedding Peach - I tanti segreti di un cuore innamorato
- Chilly Willy in Picchiarello
- L'infermiera Joy in alcuni episodi di Always Pokémon e di Pokémon Advanced
- Kassie in Super Pig
- Pisuke Soramame (1ª voce) in Dr. Slump (2º doppiaggio, serie 1980/86)
- Miky in Fancy Lala
- Alcuni personaggi in Yu degli spettri
- Nina Harper in Sorriso d'argento
- Jane in Ghostforce
- Bish (ep. 51) e Vegeta Jr. (ep. 64) in Dragon Ball GT
- Masaru in Magica Doremì, Ma che magie Doremi, Doredò Doremi, Mille magie Doremi e Magica Magica Doremi
- Verne in A scuola di magie - U.B.O.S.
- Dana Tan in Batman of the Future
- Mikumi in Kurochan
- Triki in Hamtaro
- Tart in Tokyo Mew Mew - Amiche vincenti
- Rei in Let's & Go - Sulle ali di un turbo
- Ingrid in Mille emozioni tra le pagine del destino per Marie Yvonne
- Steven in Ririka, SOS!
- Milly Solovieff (1ª voce) in Code Lyoko
- Julia (nuova voce) in Ken il guerriero
- Panic in Gira il mondo principessa stellare
- Elliot in Creepschool
- Frabot in Le avventure di Jimmy Neutron
- Mac in Gli amici immaginari di casa Foster
- Noah in Atomic Betty
- Tyler in Tartarughe Ninja
- Tommy Turnbull in Robotboy
- Wrath in Fullmetal Alchemist
- Peppo in Il conte di Montecristo
- Kosagi in Noein
- Konohamaru Sarutobi e Tsubaki in Naruto, Naruto: Shippuden
- Ditt in Mix Master
- Billy White in Poochini
- Hanon Hosho e Kaito bambino (in un episodio) in Mermaid Melody - Principesse sirene
- Tera in Conan il ragazzo del futuro (doppiaggio 2007)
- Ricky Carter in I Fantastici Quattro
- Benny in Faireez
- Enji in Pokémon Diamante e Perla
- Hanai Haruki da bambino in School Rumble
- Joshua Christopher in Chrono Crusade
- Gon Freecss in Hunter × Hunter - Greed Island (OAV)
- Yurika Kenjo in Sugar Sugar Rune
- Mattia in Remy la bambina senza famiglia
- Pandora in I Cavalieri dello zodiaco - Saint Seiya - Hades
- Peter in Happy Lucky Bikkuriman
- Jessica in Gormiti, che miti
- Piedino in Alla ricerca della Valle Incantata
- Tommy in Un pizzico di magia
- Tolee in Ni Hao, Kai-Lan
- Hyou in Hyou Senki
- Antonio in Romeo × Juliet
- Shizuka Hiou in Vampire Knight
- Posel Korba Taforashia in Slayers Revolution
- Billy in Anthony - Formidabile formica (secondo doppiaggio)
- Shun Kazami bambino (episodio 31) in Bakugan - Battle Brawlers
- Raf in Angel's Friends
- Gavroche in Il cuore di Cosette
- King in Beyblade Metal Fusion
- Ritmo in Shugo Chara!
- Tour in Jewelpet
- Nonny in Bubble Guppies - Un tuffo nel blu e impari di più
- Batty in Animali in mutande
- Yui Uehara in Detective Conan
- Chuck in Le avventure di Chuck & Friends
- Piccola Anima Coraggiosa e Windy Whistles - Madre di Rainbow Dash in My Little Pony - L'amicizia è magica
- Jet in L'armadio di Chloé
- Cathy "Cat" Catherine e Byron Arclight/Tron in Yu-Gi-Oh! Zexal
- Sabo da bambino e Momonosuke Kozuki in One Piece
- Wendy in Le nuove avventure di Peter Pan
- Zoe in Hover Champs - Spin & Go
- Anais e Kevin in Secret Ranch
- Mita in Mouk
- Madison in Littlest Pet Shop
- Silvia in Inazuma Eleven GO, Inazuma Eleven GO Chrono Stones
- Cedar Wood e Evil Queen in Ever After High
- Jenna e Lila in Extreme Football
- Harvey Beaks in Harvey Beaks
- Zac in Shimmer and Shine
- Nathan Adams in Yo-kai Watch
- Pinocchio in Simsalagrimm
- Preside Rivers, Nadia, Emma e Graziana in A casa dei Loud
- Chrys in Pokémon Sole e Luna
- Trunks bambino (2ª voce verso la fine dell'episodio 45) e Vikal in Dragon Ball Super
- Carlos Ramon in Allacciate le cinture! Viaggiando si impara (ridoppiaggio Netflix)
- Manabu Okawa in Capitan Tsubasa
- Kota Izumi e Rei Todoroki (4ª stagione) in My Hero Academia
- Chep in Mico e i FuFunghi
- Shadow in Baby Shark's Big Show![1]
- Sanjouno Haruhime in DanMachi
- Beretta in That Time I Got Reincarnated as a Slime
- Declan in Lu e la Banda Birbante[2]

### Serie televisive
- Devon Werkheiser in Ned - Scuola di sopravvivenza
- Nathan Kress (1ª voce) e Christine Barger in iCarly
- Nick James in Hank Zipzer - Fuori dalle righe
- Ryan Newman, Casey Simpson e Daniele Gaither ne I Thunderman
- Jasika Nicole e Brenda Koo in Scandal

### Telenovelas
- Angie Cepeda in Eredità d'amore
- Marikena Riera in I due volti dell'amore
- Eva De Dominici in Una famiglia quasi perfetta
- Paola Núñez in Pasión Morena

### Film TV
- Jimi Blue Ochsenknecht in La tribù del pallone - Sfida agli invincibili
- Chase Ellison in Il ragazzo che gridava al lupo... Mannaro
- Lindsay Lohan in Lexi e il professore scomparso
- Alexandra Holden in La forza dell'amore
- Dan Byrd in L'incendiaria
- Jesse James in Bailey's Mistake
- Christian Martyn in Holiday Heist - Mamma, ho visto un fantasma

### Programmi televisivi
- Melissa in The Renovators - Case fai da te
- Jennifer in Hell's Kitchen 9
- Rochel Leah in Abito da sposa cercasi

### Videogiochi
- Mildred in Gas-Gas entra in gara (1998)[3]
- Jessica / Signore dell'aria in Gormiti: Gli eroi della natura (2010)[4]
- Recluta Plasma in Pokémon Nero 2 e Bianco 2 (2012)
- Voce Mainframe in Far Cry 3: Blood Dragon (2013)[5]
- Voce narrante in Child of Light (2014)[6]
- Halissa, Maida e Lilith in Diablo III: Reaper of Souls (2014)[7]
- Felica in Little Big Planet 3 (2014)[8]
- Tatiana Gutierrez in The Evil Within (2014)[9]
- Alexstraza, Cavalcarazzi folle e Chierica della contea in Hearthstone (2014)[10]
- Sofia Amaral in Quantum Break (2016)[11]
- Iden Versio in Star Wars: Battlefront II (2017)[12]
- La Madre nel DLC The Following di Dying Light (2016)
- Tatiana Gutierrez in The Evil Within 2 (2017)[13]
- Dott.ssa Kajal Dua in Jurassic World Evolution (2018)[14]
- Catwoman in LEGO DC Super-Villains (2018)[15]
- Annunciatrice del Ring di Pathfinder in Apex Legends (2019)
- Kronika in Mortal Kombat 11 (2019),[16] Mortal Kombat 1 (2023)[16]
- Watson Whore in Cyberpunk 2077 (2020)[17]
- Arcee in Transformers Battlegrounds (2020)[18]
- Svala e Freia in Assassin's Creed: Valhalla (2020)[19]
- Reyna in Valorant (2020)
- Yataro in Wild Hearts (2023)[20]
- Anna Creelman in Redfall (2023)[21]
- Lilith in Diablo IV (2023)[22]
- Madama Bo, Damashi, Sento #3 e Kalima in Mortal Kombat 1 (2023)[16]